# Australia en la Copa Mundial de Rugby de 2003
Los Wallabies fueron locales y una de las 20 naciones participantes de la Copa Mundial de Rugby de 2003.
Como reinantes campeones, los australianos no debían nada pero jugaban de local y se encontraban en su mejor momento histórico; pese a un irregular Tres Naciones. Así hicieron un excelente torneo y no ganaron por un agónico drop de último momento.

## Plantel
|                         | Jugador           | Edad    | Posición      | Tests | Equipo                   |
| ----------------------- | ----------------- | ------- | ------------- | ----- | ------------------------ |
| Hookers y Pilares       |                   |         |               |       |                          |
|                         | Al Baxter         | 26 años | Pilar         | 1     | New South Wales Waratahs |
| 2                       | Brendan Cannon    | 30 años | Hooker        | 18    | New South Wales Waratahs |
| 3                       | Ben Darwin        | 27 años | Pilar         | 22    | Brumbies                 |
|                         | Matt Dunning      | 24 años | Pilar         | 0     | New South Wales Waratahs |
|                         | Jeremy Paul       | 26 años | Hooker        | 37    | Brumbies                 |
| 1                       | Bill Young        | 29 años | Pilar         | 19    | Brumbies                 |
| Segundas líneas         |                   |         |               |       |                          |
|                         | David Giffin      | 30 años | Segunda línea | 45    | Brumbies                 |
| 4                       | Justin Harrison   | 29 años | Segunda línea | 17    | Brumbies                 |
| 5                       | Nathan Sharpe     | 25 años | Segunda línea | 13    | Queensland Reds          |
|                         | Dan Vickerman     | 24 años | Segunda línea | 11    | Brumbies                 |
| Alas y Octavos          |                   |         |               |       |                          |
|                         | Matt Cockbain     | 31 años | Octavo        | 56    | Queensland Reds          |
|                         | David Croft       | 24 años | Ala           | 4     | Queensland Reds          |
| 8                       | David Lyons       | 23 años | Octavo        | 14    | New South Wales Waratahs |
|                         | John Roe          | 26 años | Ala           | 0     | Queensland Reds          |
| 6                       | George Smith      | 23 años | Ala           | 28    | Brumbies                 |
| 7                       | Phil Waugh        | 24 años | Ala           | 15    | New South Wales Waratahs |
| Medios scrum            |                   |         |               |       |                          |
| 9                       | George Gregan     | 30 años | Medio scrum   | 89    | Brumbies                 |
|                         | Chris Whitaker    | 29 años | Medio scrum   | 15    | New South Wales Waratahs |
| Aperturas y Centros     |                   |         |               |       |                          |
| 12                      | Elton Flatley     | 26 años | Centro        | 27    | Queensland Reds          |
|                         | Matt Giteau       | 21 años | Apertura      | 4     | Brumbies                 |
|                         | Nathan Grey       | 28 años | Centro        | 33    | New South Wales Waratahs |
| 10                      | Stephen Larkham   | 29 años | Apertura      | 59    | Brumbies                 |
| 13                      | Stirling Mortlock | 26 años | Centro        | 20    | Brumbies                 |
|                         | Morgan Turinui    | 21 años | Centro        | 3     | New South Wales Waratahs |
| Fullbacks y Wings       |                   |         |               |       |                          |
|                         | Matt Burke        | 30 años | Fullback      | 72    | New South Wales Waratahs |
|                         | Chris Latham      | 28 años | Fullback      | 38    | Queensland Reds          |
| 15                      | Mat Rogers        | 27 años | Fullback      | 12    | New South Wales Waratahs |
|                         | Joe Roff          | 28 años | Wing          | 76    | Brumbies                 |
| 14                      | Wendell Sailor    | 29 años | Wing          | 13    | Queensland Reds          |
| 11                      | Lote Tuqiri       | 24 años | Wing          | 7     | New South Wales Waratahs |
| Entrenador: Eddie Jones |                   |         |               |       |                          |

## Participación
Australia integró el A con Namibia, los Pumas, Rumania y el XV del Trébol.
El partido inaugural fue una victoria cómoda ante Argentina, siguió una paliza a Rumania, destrozaron 142–0 a los africanos y un apenas 17–16 a Irlanda. Ganaron la zona y solo recibieron 3 tries.

### Fase final
En cuartos de final cruzaron al XV del Cardo.
Las semifinales los enfrentó a los All Blacks, principales favoritos al título, en el clásico más importante del profesionalismo y repitiendo el duelo de Inglaterra 1991. Los kiwis alinearon a Greg Somerville, al capitán Reuben Thorne, Justin Marshall, Carlos Spencer y Doug Howlett, pero no lograron quebrar una increíble templanza australiana que les provocó errores y perdieron el partido con penales.

### Final
El nivel de los australianos era muy alto y su localía los hizo favoritos 2 a 1, si bien era evidente que los ingleses alcanzaron la final con su mejor generación histórica; Phil Vickery, el capitán Martin Johnson, Lawrence Dallaglio, Jonny Wilkinson y Jason Robinson. El resultado fue una sorpresa, pero el rendimiento de los británicos superó al oceánico y los hizo merecedores del título.